# Ю-ван
Ю-ван (кит. трад.: 幽王; піньїнь: You) — останній володар (ван) династії Західна Чжоу у 781–771 роках до н. е.

## Життєпис
Походив з правлячого роду Цзі. Син чжоуського володаря Сюань-вана. Після смерті останнього у 781 році до н. е. стає новим правителем. У перший період урядування Ю-ван виконував настанови батька, проте згодом дедалі менше займався державними справами. Негативний вплив на діяльність Ю-ван мала Бао Сі, яка у 779 році до н. е. увійшла до гарему вана.
Виконуючи забаганки Бао Сі, Ю-ван декілька разів влаштовував хибну тривогу, за якою місцеві правителі (хоу) збиралися у столиці держави. Втім більше невдоволення викликав наказ позбавити титулу цариці представницю впливового роду Шень, а також її сина Їцзю. Замість нього володар намагався оголосити спадкоємцем сина від наложниці.
Все це викликало повстання на чолі з батьком поваленої цариці — Шень-хоу, який спільно з іншими місцевими правителями взяв в облогу столицю династії. Спроби Ю-вана дістати допомогу проти заколотників виявилися марними. В результаті Ю-ван та Бао Сі загинули, а новим володарем Чжоу став Їцзю під іменем Пін-ван.
Загибель Ю-вана знаменувала собою занепад династії Західна Чжоу та перехід до періоду Східна Чжоу, за якого центральна влада виявилася доволі послабленою: головна лінія роду Чжоу не мала політичної сили, а економічна міць перейшла до рук регіональних володарів.

## Родина
1. Дружина — Шень
Діти:
- Іцзю
- Юйчень

2. Наложниця Бао Сі
Діти:
- Бофу (д/н—771 до н. е.)